# Chima Akas
Chima Akas (3 mei 1994) is een Nigeriaans voetballer. De linksback speelt sinds augustus 2019 voor CF Os Belenenses.

## Carrière
Na jaren in eigen land te hebben gespeeld, tekende Akas op 23-jarige leeftijd zijn eerste contract in het buitenlands. Na een succesvolle oefenstage ging de linksback aan de slag bij Kalmar FF. Akas tekende een contract tot 2021 bij de Zweedse subtopper.
Akas was in zijn eerste seizoen basisspeler, maar zat in zijn tweede jaar vaker op de bank. Daarop vertrok hij in augustus 2019 naar het Portugese Belenenses.

## Interlandcarrière
Akas maakte in januari 2015 zijn debuut voor het nationale elftal van Nigeria tijdens een met 1-0 verloren oefeninterland tegen Ivoorkust.  De verdediger was aanvoerder van de selectie die in 2016 deelnam aan de Afrika Cup.